# Eritherium
Eritherium — це вимерлий рід ранніх Proboscidea, знайдений у басейні Улед-Абдун (ранній танецький вік), Марокко. Він жив близько 60 мільйонів років тому. Його вперше назвав Еммануель Гербрант у 2009 році, а типовим видом є Eritherium azzouzorum. Еритерій є найстарішим, найменшим і найпримітивнішим відомим родичем слона.

## Опис
Голотип (номер зразка MNHN PM69) зараз знаходиться в Musée d'histoire naturelle - Guimet у Ліоні та включає верхню щелепу (з підступами до виличної кістки та двох верхньощелепних гілок, кожна з двох задніх премолярів (P3 і 4) та три моляри (М1-3)). Крім того, скам'янілості включають ще 15 об'єктів, включаючи кістки черепа (лобові та носові кістки), фрагменти нижньої щелепи та зубів, а також верхню та нижню щелепи. Його зріст у плечі становив близько 20 см і важив близько 5–6 кг.

## Назва
Назва Eritherium походить від грецьких слів «eρυ» (eri: старий) і «θηρίον» (therion: тварина), тоді як назва виду azzouzorum вшановує жителів села Ouled Azzouz, поблизу якого було виявлено більшість скам'янілостей.